# Little Tennessee River
Der Little Tennessee River ist ein 217 km langer Nebenfluss des Tennessee River in den Appalachen. Er durchfließt die drei US-Bundesstaaten Georgia, North Carolina und Tennessee.

## Verlauf
Die Quelle des Little Tennessee River ist der Zusammenfluss mehrerer Bergbäche in den Blue Ridge Mountains im Chattahoochee National Forest im nordöstlichen Rabun County. Der Fluss fließt zunächst nach Osten, wendet sich dann aber nach Norden, um entlang des U.S. Highway 441 vorbei an Dillard zu fließen und weitere Bäche aufzunehmen. Nachdem durchfließen der Grenze zu North Carolina kommt der Fluss im Nantahala National Forest an. Nach einiger Zeit verlässt der Highway den Fluss, der nun den Ort Franklin erreicht, wo der Cullasaja River von rechts mündet. Danach durchfließt der Little Tennessee River den Lake Emory und fließt einige Zeit lang in der Nähe des North Carolina State Highway 28, wobei er sich immer mehr nach Nordwesten wendet. Nachdem er weiter nach Norden geflossen ist, den U.S. Highway 19, den Great Smoky Mountains Expressway, unterquert hat, mündet er in den Fontana Lake, einem sich westwärts ausdehnenden großen Stausee mit vielen Buchten, Landzungen und Inseln. Dabei erreicht er das Gebiet des Great-Smoky-Mountains-Nationalparks. Nachdem der Fluss den Fontana Dam passiert hat, verläuft nun der North Carolina State Highway 28 direkt am Flussufer entlang. Zurück im Nantahala National Forest, erreicht der Fluss den Cheoah Lake, an dessen nördlichem Ufer führt der U.S. Highway 129 entlang, der das westliche Ende des North Carolina State Highway 28 darstellt.
Der Little Tennessee River bildet die Grenze des Nantahala National Forest und erreicht schließlich Tennessee. Dort bildet er die Nordgrenze des Cherokee National Forest und fließt in einigen Mäandern in der Calderwood Lake. Nun führt der U.S. Highway 129, der Calderwood Highway, entlang des Flusses, der dann den Chilhowee Lake erreicht. Bald darauf bestimmt das riesige Tellico Reservoir den gesamten Flusslauf, in das auch der Tellico River mündet. Es dehnt sich bis kurz vor die Mündung in den Tennessee River bei Lenoir City aus. Am Ufer des Stausees liegen die zwei Naherholungsgebiete Fort Loudon State Historic Park sowie McGee Carson Peninsula State Historic Park. Außerdem wird der Stausee vom U.S. Highway 411 überspannt.

## Stauseen
Wie bereits im vorhergehenden Abschnitt erwähnt, wurden von der Tennessee Valley Authority mehrere Stauseen im Tal des Little Tennessee Rivers in North Carolina und Tennessee errichtet. Sie dienen der Vermeidung von Überflutungen sowie der Wasserkrafterzeugung. Drei dieser Stauseen gehen auf die Firma Alcoa zurück, die mit der Wasserkraft ihre Aluminiumwerke in Alcoa (Tennessee) betrieb.

## Geschichte

### Prähistorische Besiedlung
Im Tal des Little Tennessee River gibt es viele archäologische Stätten, die bis in das Jahr 7500 vor Christus zurückgehen. Aus der Zeit der Archaischen Periode stammt die Icehouse-Bottom-Stätte sowie die Rose Island-Stätte in der Nähe des Zusammenflusses mit dem Tellico River. Möglicherweise verwendeten deren Bewohner den Hornstein von den Klippen, um Werkzeuge herzustellen. Zudem gibt es einige Stätten der Woodland-Periode entlang des Flusses, wie z. B. Calloway Island, Thirty Acre Island und Bacon Bend sowie die beiden oben genannten Stätten. Deren Bewohner hatten offenbar Verbindungen zur Hopewell-Kultur. Aus der Mississippi-Kultur stammen folgende Fundorte: Toqua, Tomotley, Citico sowie Bussell Island. Im 15. Jahrhundert war die Siedlung Toqua bereits von einer Palisade mit Lehmbedeckung abgegrenzt.

### Städte der Cherokee
Im Bereich des Flusslaufs in North Carolina lagen mehrere Städte der Cherokee, darunter Nikwasi, Jore und Cowee. Die Overhill Cherokee waren Siedlungen der Cherokee im Gebiet des heutigen Tennessee, zu ihnen zählten Chota, Tanasi, Mialoquo, Toqua, Tomotley, Tallassee sowie Tuskegee.

### Europäische Besiedlung

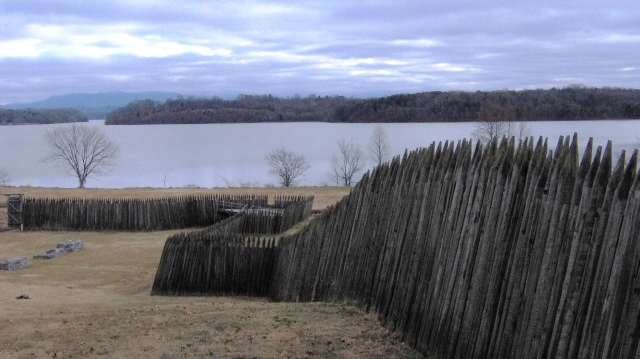
Die Holzpalisaden des Fort Loudoun, im Hintergrund das Tellico Reservoir

Die ersten Europäer gelangten im späten 17. Jahrhundert in die Gegend des Little Tennessee Rivers, 1540 und 1567 erkundeten Hernando de Soto und Juan Pardo das Gebiet. Im Jahr 1756 wurde von den Engländern das Fort Loudoun am Zusammenfluss der Little Tennessee River mit dem Tellico River errichtet. Dieses Fort wurde rekonstruiert und kann heute besichtigt werden. Weitere Gebäude errichten die Europäer mit dem Tellico Blockhouse an der Einmündung des Nine Mile Creeks sowie der Siedlung Morganton, die in der Nähe des heutigen Ortes Greenback lag und als Hafen am Little Tennessee River diente.

## Weblink
- Little Tennessee Watershed Association